# الجزائر تاريخ وحضارة (رسوم متحركة)
الجزائر تاريخ وحضارة مسلسل رسوم متحركة جزائري تاريخي، صدر في سنة 2010 من قبل أستديوهات البراق للرسوم المتحركة، التي قامت بإنجاز هذا العمل الضخم بالنسبة للصناعة السينمائية الجزائرية رفقة مؤسستي آرتيست هوم ونوميديا للفنون، يعتبر هذا العمل الأول من نوعه في الجزائر والذي جاء بهدف تبسيط أحداث التاريخ الجزائري لأطفال الجزائر.

## تاريخ
تم إنجازه لتلقين تاريخ الجزائر للأجيال الصاعدة، وبتمويل من وزارة المجاهدين بالتنسيق مع وزارة الثقافة الجزائرية التي أوكلت مهمة متابعة العمل من البداية إلى النهاية من طرف الديوان الوطني للثقافة والإعلام:.
السلسلة عرضت في خمسين حلقة وإعتمدت على أسلوب ترفيهي تثقيفي وتبدأ التاريخ الجزائري منذ العصر القديم بداية من تأسيس دولة «نوميديا» تحت قيادة الملك ماسينيسا إلى حرب التحرير في عام 1954م حتى الاستقلال مع ذكر كل الأحداث الهامة ومختلف القوى الحاكمة على الجزائر على مر الأزمنة.
أنتجت أستديوهات البراق مجموعة من مسلسلات الرسوم المتحركة وهذه بعضها:
- أدرار13.
- كليلة ودمنة الذي فاز بجائزة مهرجان قرطاج.
- عادل والإعلام الآلي.
- ماهر.
- المفتش الطاهر.